# هاني بال
هاني بال (بالهولندية: Hannie Bal)‏ هي رسامة هولندية، ولدت في 4 أغسطس 1921 في لاهاي في هولندا، وتوفي بنفس المكان في 24 أكتوبر 2012.